# تيلمان ريمنشنايدر

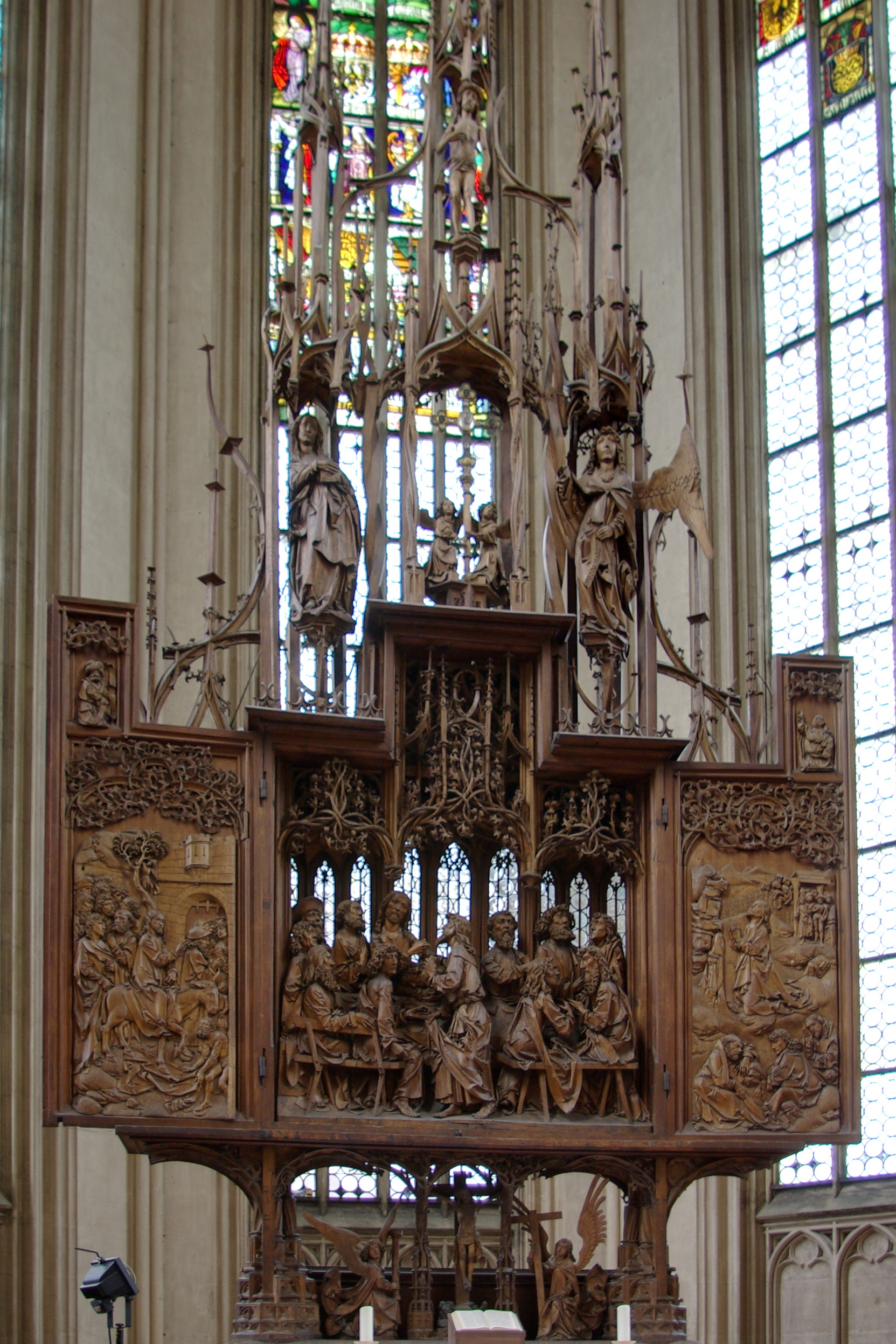
تيلمان ريمنشنايدر

تيلمان ريمنشنايدر (Tilman Riemenschneider) (وُلد 1460 - توفى 7 يوليو 1531)، نحات وحفار خشب ألماني، نشط في مدينة فورتسبورغ منذ عام 1483. كان أحد أكثر النحاتين إنتاجا وتعددا في المواهب خلال الفترة الانتقالية ما بين أواخر القوطية وعصر النهضة، أستاذ في الحجر وفي خشب الزيزفون.

## روابط خارجية
- تيلمان ريمنشنايدر على موقع الموسوعة البريطانية (الإنجليزية)
- تيلمان ريمنشنايدر على موقع ميوزك برينز (الإنجليزية)